# Kitulgala
Kitulgala est une ville du Sri Lanka située dans le district Kegalle dans la province de Sabaragamuwa.
Le film Le Pont de la rivière Kwaï (1957) y a été tourné.